# Vippärt
Vippärt (Lathyrus niger) är en växt i släktet vialer i familjen ärtväxter. Förekommer sparsamt i Sverige och växer i lundar, skogsbackar och skogsbryn. Odlas ibland som prydnadsväxt.
Flerårig, upprättväxande ört, till 80 cm. Stjälk grenad och kantig, vinglister saknas. Blad parbladiga med 4-8 bladpar, småbladen är elliptiska, uddspetsiga, undersidan blågrön. 
Blommorna sitter 4-8 i långskaftade klasar från bladvecken. Kronan är blekt röd eller rosaröd, med mörkare nerver på seglet. Seglet åldras blåaktigt. Frukten är en långsmal, mångfröig, kal balja. Hela växten svartnar vid torkning. Blommar i juni-juli. 
Två underarter omnämns:
- subsp. niger
- subsp. jordanii

Artepitetet niger (lat.) betyder svart och syftar på att hela växten svartnar vid torkning.

## Utbredning
Arten förekommer i stora delar av Europa från södra Norge, Sverige och Finland till Storbritannien och Medelhavet samt till västra Belarus, Krim och södra Turkiet. Den växer i låglandet och i bergstrakter upp till 1000 meter över havet. Vilda populationer ingår i skogar och buskskogar. De står ofta vid skugga ställen.

## Synonymer
subsp. niger
- Lathyrus niger var. angustifolius Rouy, 1899
- Lathyrus niger var. latifolius Rouy, 1899
- Lathyrus niger var. transiens Rouy, 1899
- Orobus exaltatus Ten. & Guss., 1826
- Orobus niger L., 1753
- Orobus paradensis Kit., 1863
- Orobus tristis Reichenb., 1832

subsp. jordanii (Ten.) Arcangeli, 1882
- Lathyrus jordanii (Ten.) Cesati & al., 1883
- Orobus jordanii Ten., 1826

## Hot
Beståndet i Estland hotas av skogsbruk. Hela populationen bedöms som stor. IUCN listar arten som livskraftig (LC).